# Deposito legale
Il deposito legale è l'obbligo di adempimento, stabilito da molti ordinamenti giuridici, relativo alla consegna, da parte dei produttori e distributori di libri (e dei prodotti editoriali in genere) di una copia di ogni nuova edizione presso particolari istituzioni competenti, che sono a loro volta obbligate a catalogarle ed a conservarle.

## Italia

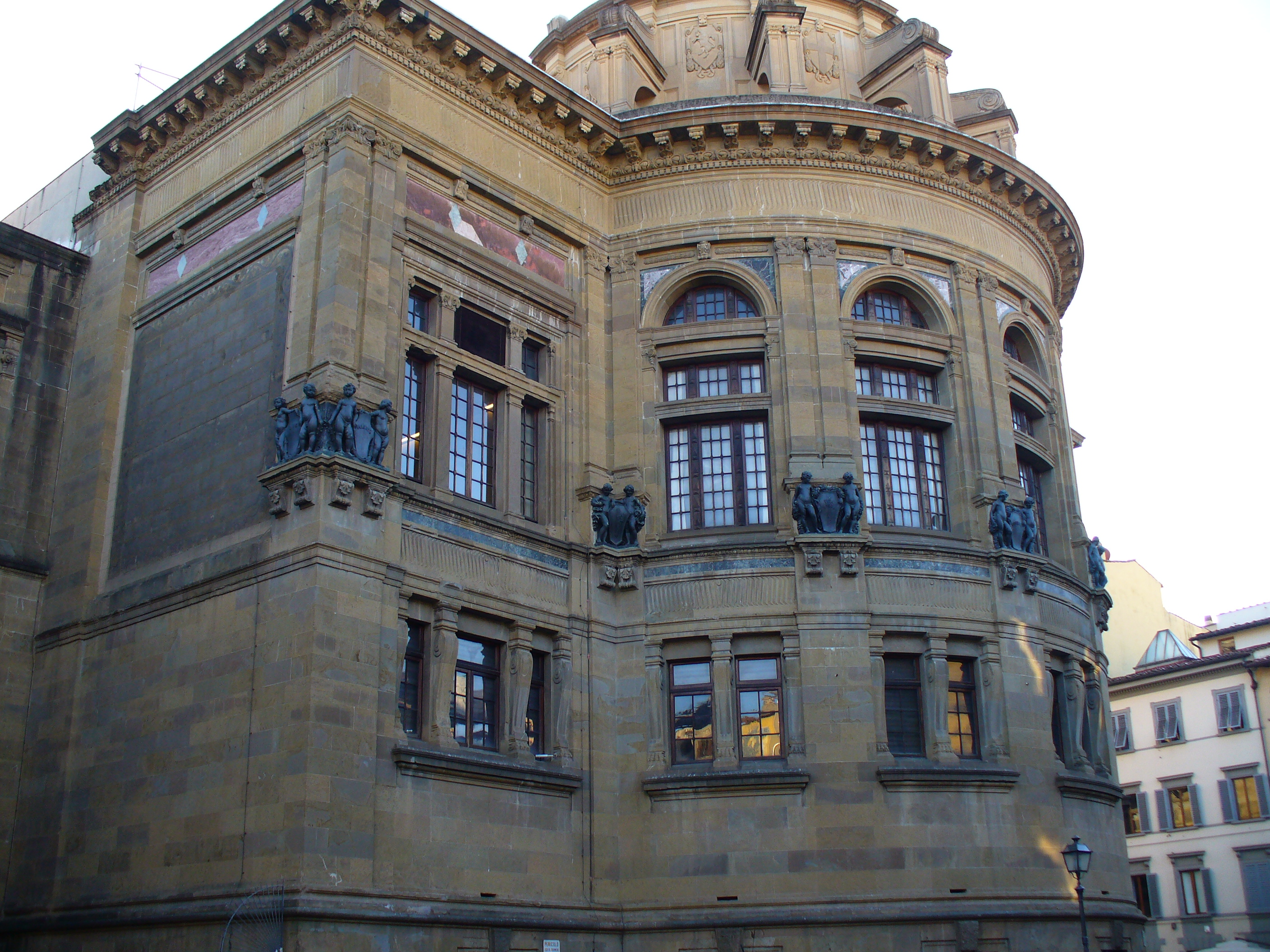
Biblioteca Nazionale Centrale di Firenze

L'istituto del deposito legale è stato regolato organicamente per la prima volta in Italia da un editto di Carlo Alberto del 26 marzo 1848. Nel 1869, cinque anni dopo il trasferimento della capitale da Torino a Firenze, fu designata come destinataria dei documenti oggetti di deposito legale la Biblioteca centrale di quest'ultima città, che nel 1885 fu affiancata dalla Biblioteca Vittorio Emanuele II di Roma, costituita nel 1875. Successivamente la legge 2 febbraio 1939, n. 374, dopo oltre sessant'anni, ha disciplinato la consegna alle biblioteche da parte dei tipografi, tramite le prefetture, delle opere pubblicate sul territorio nazionale. La norma riguardava essenzialmente le pubblicazioni a stampa.
La materia è attualmente disciplinata dalla legge 15 aprile 2004, n 106 e dal successivo regolamento attuativo (Decreto del Presidente della Repubblica 3 maggio 2006, n. 252, Regolamento recante norme in materia di deposito legale dei documenti di interesse culturale destinati all'uso pubblico). Gli scopi del deposito legale sono stati completamente ridefiniti. Esso infatti deve: a) assicurare la conservazione dei documenti; b) fare in modo che i documenti siano catalogati come previsto dalle norme nazionali; c) diffondere la conoscenza della cultura e della vita sociale attraverso la realizzazione di servizi bibliografici d'informazione e di accesso ai documenti, nel rispetto delle norme sul diritto d'autore.
Le due novità più rilevanti introdotte per rendere possibili il raggiungimento di questi obiettivi sono: l'aumento delle tipologie di documenti oggetto di deposito legale (tutti quelli considerati d'interesse culturale); la costituzione, accanto agli archivi nazionali, di archivi regionali della produzione editoriale. A questo scopo il Regolamento prevede che, oltre che alle biblioteche nazionali centrali, i documenti siano consegnati anche a una o più biblioteche per regione, su indicazione delle regioni stesse. In questo modo alcune biblioteche, come la Biblioteca Nazionale Braidense, già destinataria del deposito legale prima dell'Unità, conservano tale privilegio anche ora.
L'art. 35 della legge n. 106 (2004) indica che successivi regolamenti specificheranno le modalità di deposito e di acquisizione dei documenti diffusi tramite rete informatica. Nel frattempo specifici accordi regolano i rapporti tra gli istituti e i produttori di risorse digitali. A tale proposto è stato istituito il servizio di deposito legale nazionale degli oggetti digitali coordinato dalle biblioteche nazionali di Firenze, Roma e Venezia. Il servizio è partito con la raccolta automatica e il deposito delle tesi di dottorato dagli archivi delle Università per poi estendersi agli editori.

### Indagine sulla produzione libraria
Il programma statistico nazionale prevede inoltre che ISTAT produca un'indagine sulla produzione libraria, tale per cui le case editrici sono obbligate per legge a fornire i dati necessari a valutare il volume della produzione libraria. Sono censiti circa 2000 editori e i risultati dell'indagine sono spesso confrontati al numero di volumi depositati per valutare il tasso di successo del deposito.
L'indagine segue alcuni criteri per distinguere le ristampe dalle nuove edizioni/nuovi titoli e classifica gli editori in tre gruppi:
- piccolo editore, fino a 10 opere/anno;
- medio editore, fra 11 e 50 opere/anno;
- grande editore, sopra 50 opere/anno.

## Francia

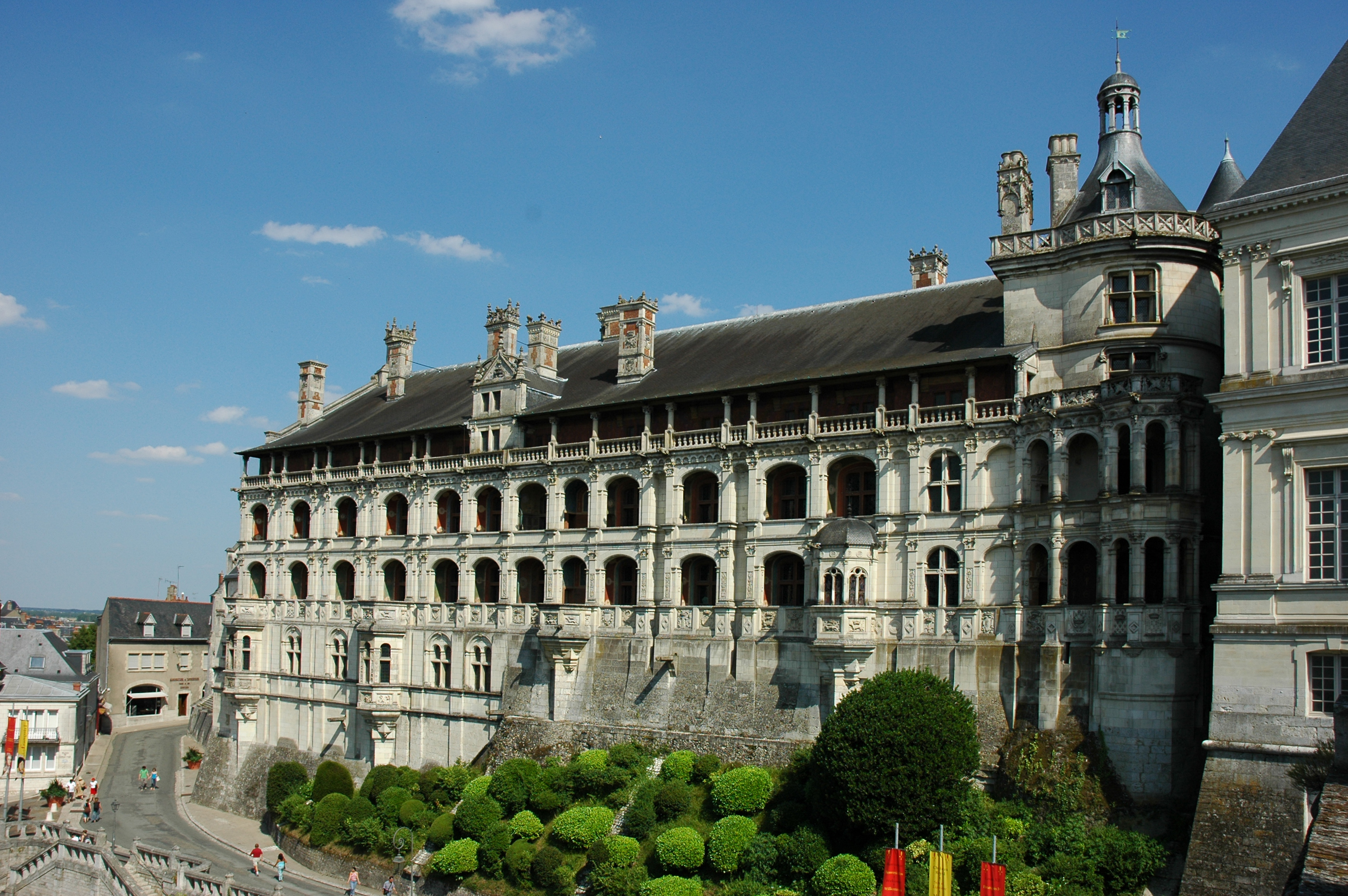
Il castello di Blois prima sede del deposito legale in Francia

Il deposito legale fu istituito in Francia con l'Ordinanza di Montpellier del 28 dicembre 1537.
Il deposito doveva avvenire nella Biblioteca reale allora a Blois, in un esemplare fino al 1617, poi due e infine tre.
Con la rivoluzione francese il deposito legale obbligatorio fu soppresso in nome della libertà di stampa, ma rimase quello facoltativo per la tutela della proprietà. Un'ordinanza del 1828 riduceva il numero di esemplari richiesti a due, di cui uno attribuito a un'altra biblioteca, in generale parigina.
Il deposito è stato esteso successivamente alla litografia nel 1817 ed alla fotografia nel 1851. La legge del 29 luglio 1881 fissa nuove regole per il deposito legale.
Un cambiamento importante interviene con la legge del 19 maggio 1925, che istituisce un doppio deposito legale, per i tipografi da una parte, gli editori dall'altra. Gli editori depositano alla Biblioteca nazionale, e i tipografi di provincia alla prefettura, che si fa carico di rinviarli alla Biblioteca nazionale, la quale assicura un controllo incrociato del deposito. La legge del 21 giugno 1943 trasforma questo deposito alla prefettura in un invio ad una biblioteca  (generalmente una biblioteca municipale classificata) scelta in funzione del luogo di stampa, salvo per la regione parigina dove i depositanti inviano gli esemplari stampati alla BnF.

## Altri paesi
Nel Regno Unito la legge stabilisce che una copia di ogni libro pubblicato debba essere inviata alla British Library; altre cinque biblioteche hanno il diritto di richiedere una copia gratuita entro un anno dalla pubblicazione. Vengono acquisite anche le più significative pubblicazioni in lingua inglese edite nel resto del mondo.
Nella Repubblica d'Irlanda, una copia di ogni libro deve essere inviata alla National Library of Ireland, alla biblioteca del Trinity College di Dublino, alla biblioteca dell'Università di Limerick, alla biblioteca della Dublin City University e alla British Library. Altre istituzioni irlandesi o inglesi possono richiedere di ricevere una copia entro dodici mesi dalla pubblicazione.
In Australia ogni libro pubblicato deve essere depositato presso la National Library of Australia, la State Library di ogni singolo stato e altre biblioteche, come quella del Parlamento o le biblioteche universitarie.
A Singapore tutti gli editori devono depositare due copie di ogni pubblicazione entro quattro settimane dalla data di pubblicazione.
In Canada le pubblicazioni vengono raccolte dalla Library and Archives Canada e dalla Bibliothèque et Archives nationales du Québec.
Fin dal 1661 la Biblioteca nazionale svedese ha diritto di ricevere una copia di ogni opera pubblicata in Svezia.
Altri paesi, come gli Stati Uniti d'America, non seguono questa regola. Negli Stati Uniti ogni casa editrice deve sottoporre due copie di ogni pubblicazione coperta dal diritto d'autore al United States Copyright Office presso la Biblioteca del Congresso come deposito obbligatorio. La Biblioteca provvede ad acquisire anche le più significative opere in inglese pubblicate nel resto del mondo.
Circa tre milioni di libri nuovi in lingua inglese si aggiungono ogni anno alle collezioni della British Library e della Library of Congress.